# Vengeance Falls
Vengeance Falls é o sexto disco da banda americana Trivium, lançado em 2013.

## Faixas
Todas as faixas escritas e compostas por Trivium, exceto onde anotado. 
| N.º            | Título                            | Duração |  |
| 1.             | "Brave This Storm"                | 4:29    |  |
| 2.             | "Vengeance Falls"                 | 4:13    |  |
| 3.             | "Strife"                          | 4:29    |  |
| 4.             | "No Way to Heal"                  | 4:05    |  |
| 5.             | "To Believe"                      | 4:32    |  |
| 6.             | "At the End of This War"          | 4:47    |  |
| 7.             | "Through Blood and Dirt and Bone" | 4:26    |  |
| 8.             | "Villainy Thrives"                | 4:54    |  |
| 9.             | "Incineration: The Broken World"  | 5:52    |  |
| 10.            | "Wake (The End Is Nigh)"          | 6:00    |  |
| Duração total: | Duração total:                    | 47:44   |  |

| Edição especial |                                                                     |         |  |
| N.º             | Título                                                              | Duração |  |
| 11.             | "No Hope For the Human Race"                                        | 3:59    |  |
| 12.             | "As I Am Exploding"                                                 | 5:49    |  |
| 13.             | "Skulls... We Are 138" (cover de Misfits; escrita por Glenn Danzig) | 3:31    |  |
| Duração total:  | Duração total:                                                      | 61:03   |  |

| Faixas bônus japonesas | |         |  |
| N.º                    | Título                                                                                                  | Duração |  |
| 14.                    | "Losing My Religion" (cover de R.E.M.; escrita por Bill Berry, Peter Buck, Mike Mills, e Michael Stipe) | 4:40    |  |
| Duração total:         | Duração total:                                                                                          | 65:43   |  |

## Créditos
- Matt Heafy – vocal e guitarra
- Corey Beaulieu – guitarra
- Paolo Gregoletto – baixo
- Nick Augusto – bateria

## Desempenho nas paradas
| Parada musical (2013)                  | Posição de pico |
| -------------------------------------- | --------------- |
| Austrália (ARIA)                       | 8               |
| Áustria (Ö3 Austria Top 40)            | 10              |
| Bélgica (Ultratop Flandres)            | 57              |
| Bélgica (Ultratop Valônia)             | 58              |
| Canadá (Billboard)                     | 12              |
| Finlândia (Suomen virallinen lista)    | 11              |
| França (SNEP)                          | 78              |
| Alemanha (Offizielle Deutsche Charts)  | 10              |
| Hungria (MAHASZ)                       | 40              |
| Irlanda (IRMA)                         | 39              |
| Japão (Oricon)                         | 18              |
| Nova Zelândia (RMNZ)                   | 25              |
| Escócia (Official Scottish Albums)     | 15              |
| Suíça (Schweizer Hitparade)            | 27              |
| Reino Unido (UK Albums Chart)          | 23              |
| Reino Unido (UK Digital Albums)        | 31              |
| Estados Unidos (Billboard 200)         | 15              |
| Estados Unidos (Digital Albums)        | 18              |
| Estados Unidos (Top Hard Rock Albums)  | 2               |
| Estados Unidos (Top Rock Albums)       | 6               |
| Estados Unidos (Top Tastemaker Albums) | 14              |